# Antoinette Spaak
Antoinette M. Spaak (Etterbeek, 27 juni 1928 – Elsene, 28 augustus 2020) was een Belgisch politica voor het FDF.

## Levensloop

### Politieke carrière
Spaak studeerde filosofie en letteren aan de Université Libre de Bruxelles; ze behaalde haar kandidatuur. Voor ze zich engageerde in de politiek, was ze huisvrouw.
Antoinette zette na het overlijden van haar vader Paul-Henri Spaak haar eerste stap in de politiek via de politieke partij FDF. Ze zetelde van 1974 tot 1994 voor het FDF als Kamerlid voor het arrondissement Brussel en kwam zo ook in de Cultuurraad voor de Franse Cultuurgemeenschap en zijn opvolger de Raad van de Franse Gemeenschap terecht. Ze was van 1977 tot 1982 voorzitster van de FDF - de eerste vrouwelijke Belgische partijvoorzitter ooit.
Van 1979 tot 1984 en van 1994 tot 1999 was ze eveneens Europarlementariër. In 1983 benoemde koning Boudewijn haar tot Minister van Staat.
Tussen 1988 en 1992 was ze voorzitter van de Raad van de Franse Gemeenschap, van 1989 tot 1991 zetelde ze ook in het Brussels Hoofdstedelijk Parlement.
In de jaren negentig zette ze zich samen met Louis Michel en Jean Gol in voor de vereniging van de PRL met de FDF in het kader van een te vormen federatie met de MCC; deze federatie werd de MR.
Van 1982 tot 2001 was ze gemeenteraadslid in Elsene. Een poging verkozen te worden bij de Europese verkiezingen in 2004 mislukte.
In 2009 werd Spaak op 81-jarige leeftijd nog verkozen tot lid van het Brussels Hoofdstedelijk Parlement. Als oudste gekozen lid van het Brusselse Parlement weigerde ze op 23 juni 2009 de eed ook in het Nederlands af te leggen. In januari 2010 zette ze haar mandaat in dat parlement stop en werd ze opgevolgd door Emmanuel De Bock.
Spaak is onderscheiden als Grootofficier in de Orde van Leopold II.

### Nevenfuncties
In 1991 werd ze lid van de Haut Conseil de la Francophonie, het taalcollege voor de Franse taal waarin alle Franstalige landen en regio's verenigd zijn. Van de tegenpool van de Franse Gemeenschap, de Conseil supérieur de la langue française de la Communauté française de Belgique, was ze vanaf 1999 eveneens lid. In het verlengde van deze activiteiten voor de Franse taal was ze van 2000 tot 2005 voorzitster van het Maison de la Francité, de Franstalige tegenpool van het Huis van het Nederlands in Brussel. In Europese kringen pleit ze, vooralsnog tevergeefs, met een Comité pour la Langue du Droit Européen (CPLDE) voor de vaststelling van het Frans als taal van het Europees recht. Een ander initiatief van haar, om een Museum van Europa (Musée de l'Europe) op te richten ter nagedachtenis aan het gedachtegoed van de EU-grondleggers Robert Schuman en Jean Monnet in de nieuwbouw van het Europees Parlement aan het Luxemburgplein sneuvelde in 2002 in het Europees Parlement op de torenhoge begroting daarvoor.
Ook werd ze lid van het Comité van Aanbeveling van de Association Internationale pour la Défense de la liberté religieuse.
Daarnaast werd ze lid van de raad van bestuur van de Fondation Paul-Henri Spaak die zich bezighoudt met de Europese integratie en de Atlantische relaties.
In februari 2007 keeg ze de onderscheiding Trophée d'Honneur in de 3e editie van het RTBF-programma "Les femmes de cristal", een programma waarin Belgische vrouwen onderscheiden worden.

### Manifest voor de Franstalige eenheid
Begin maart 2007 schreef Spaak met gewezen parlementariër Serge Moureaux van de PS mee aan een "Manifest voor de Franstalige eenheid" als reactie op het (Derde) Lentemanifest 2007. Vier hoogleraren van de UCL voltooiden het stuk in maart 2007. De teneur van het manifest was dat de Franstaligen zich moesten verenigen tegen te verregaande Vlaamse eisen inzake een staatshervorming en tegen de vermeende trek van de Vlaamse ondernemers verenigd in de VEV en in In de Warande naar het Vlaams Belang, dat vergeleken werd met de steun van Duitse grootindustriëlen aan de NSDAP in de jaren dertig. Voorafgaand werd een analyse gemaakt van de stand van zaken waarbij het "confederalisme" resulterend in de tweetaligheid in het Brussels Hoofdstedelijk Gewest Vlaanderen "onterecht" vele banen in het Brusselse opleverde en ook andere ongelijkheden tussen de Gemeenschappen volledig in Vlaams voordeel wist uit te buiten. Ook zou het zeer slecht gaan met de Vlaamse economie.

### Personalia
Antoinette was de dochter van socialistisch premier en secretaris-generaal van de NAVO Paul-Henri Spaak. Verder was ze een kleindochter van de eerste vrouwelijke senator Marie Janson en advocaat en schrijver Paul Spaak en een achterkleindochter van liberaal politicus Paul Janson. Ze was ook een achternicht van de liberaal premier Paul-Emile Janson. Ze was een zus van ambtenaar en diplomaat Fernand Spaak.
Spaak woonde in Elsene, was getrouwd en had twee kinderen.

## Voetnoten
1. ↑  Antoinette Spaak: 'Gevoel dat ik tot een bevoorrechte familie hoorde, BRUZZ, 18 januari 2017.
2. ↑  Antoinette Spaak (81) gaat Brussels parlement verlaten. Het Laatste Nieuws (8 augustus 2014). Geraadpleegd op 15 oktober 2009.
3. ↑  Benoemingsbesluit van het Ministerie van de Franse Gemeenschap
4. ↑  Maison de la Francité
5. ↑  Plannen voor een Museum van Europa. Gearchiveerd op 3 april 2007. Geraadpleegd op 22 maart 2007.
6. ↑  Comité d'honneur de l'Association Internationale pour la Défense de la liberté religieuse
7. ↑  Fondation Paul-Henri Spaak
8. ↑  Perspectives Francophones nr. 36[dode link] - pagina 14
9. ↑  "Manifeste pour l'unité francophone"

- International Standard Name Identifier: 0000 0001 1174 9330
- Système universitaire de documentation: 058647155
- Virtual International Authority File: 162571759
- WorldCat: E39PBJckRBc9fTqq3VcVbqgYfq